# Kiwi's
De kiwi's of snipstruisen (Apterygiformes) zijn loopvogels die van nature alleen voorkomen in Nieuw-Zeeland. De vogel kreeg zijn naam van de Maori's. De naam is afgeleid van de kreet van het mannetje tijdens het paarseizoen en is dus een onomatopee. Volgens een Maori-mythe creëerde de god Tane de kiwi uit een kalebas.
De inwoners van Nieuw-Zeeland worden ook wel kiwi's genoemd en hetzelfde geldt voor veel andere aan dit land gerelateerde zaken zoals de Nieuw-Zeelandse dollar.
De kiwi's zijn bedreigd en worden sinds het einde van de 19e eeuw niet meer gegeten.

## Algemene beschrijving
Kiwi's zijn ongeveer even groot als een gewone kip en zijn dan ook met afstand de kleinste soort loopvogel (ratites). Uit onderzoek blijkt dat ze fylogenetisch verwant zijn aan de kasuaris en mogelijk tot de uitgestorven moa en alle andere loopvogels.
Voor de komst van de eerste mensen naar Nieuw-Zeeland, vermoedelijk tussen de 10e en 14e eeuw, waren er afgezien van twee soorten vleermuizen geen zoogdiersoorten, zodat de ecologische niches die elders door zoogdieren ingevuld werden, door vogels en in mindere mate door reptielen werden bezet. Kiwi's konden zich zodoende onbedreigd ontwikkelen en namen er de plaats in van mollen en egels. Waarschijnlijk waren er toen 12 miljoen kiwi's.
Kiwi's zijn sterk aangepast aan het leven op en in de grond. Ze hebben wel vleugels, maar kunnen er niet mee vliegen. Hun vleugels zijn ongeveer 5 cm lang en vrijwel onzichtbaar onder het verendek. De botten van de meeste vogelsoorten zijn hol om gewicht te sparen, maar die van de kiwi bevatten merg, net zoals bij zoogdieren. De veren van kiwi's lijken op haar. Kiwi's hebben geen staart en drinken erg weinig.
De kiwi is een schuwe nachtvogel met een zeer goed reukvermogen, wat zeer ongebruikelijk is voor vogels, die normaal gesproken vooral afgaan op hun gezichtsvermogen. Aan het uiteinde van zijn lange, scherpe snavel heeft hij neusgaten. Bij de meeste vogels zitten de neusgaten bij het begin van de snavel en geen enkele andere vogelsoort heeft de neusgaten bij de snavelpunt. De kiwi is vrijwel blind. Hij voedt zich door deze snavel in de grond te steken om wormen, insecten en andere ongewervelden te vinden. Hij eet echter ook wel fruit, kleine krabben, amfibieën en rivierkreeften.
Sommige soorten kiwi's kunnen sneller rennen dan een mens. Met hun stevige, drie-tenige poten met scherpe nagels kunnen zij zich tegen niet te grote roofdieren verdedigen. Kiwi's zijn territoriumvogels.
Kiwi's zijn monogaam en leven in paren. Het broedseizoen is voornamelijk tussen het einde van de winter en de zomer. De eieren worden gelegd in bestaande holtes, zoals holle stammen en tussen boomwortels, maar ook wel in door het mannetje gegraven holen. In verhouding tot het lichaam van het vrouwtje is een kiwi-ei het grootste vogel-ei ter wereld, mogelijk met uitzondering van de kolibrie.
Kiwi's kunnen vermoedelijk tot ongeveer 20 jaar oud worden.

## Taxonomie
Kiwi's behoren tot orde Apterygiformes. Deze orde behoort tot de zogenaamde Palaeognathae, samen met vier andere ordes: tinamoes, struisvogels, nandoes en kasuarissen en emoes. Dit zijn vogels die in het skelet (bovenkaak en borstbeen) en het DNA kenmerken vertonen die bij alle andere vogels ontbreken. Vier ordes bestaan uit loopvogels, de tinamoes kunnen ook vliegen.
De orde Apterygiformes bestaat uit één familie, met één nog levend geslacht en één uitgestorven geslacht, Proapteryx. Er zijn vijf hedendaagse soorten kiwi's en een aantal ondersoorten. 
| Taxonomie - Orde: Apterygiformes (Kiwi's of snipstruisen) - Familie: Apterygidae - Geslacht: Apteryx - Soort: Apteryx australis (Zuidereilandkiwi of bruine kiwi) - Soort: Apteryx haastii (Grote gevlekte kiwi of grote grijze kiwi) - Soort: Apteryx mantelli (Noordereilandkiwi of noordelijke bruine kiwi) - Soort: Apteryx owenii (Kleine gevlekte kiwi of kleine grijze kiwi) - Soort: Apteryx rowi (Rowikiwi of Okarito bruine kiwi) | Cladogram - Familie Apterygidae - Geslacht Apteryx - "gevlekte of grijze kiwi's" - Apteryx owenii (kleine grijze kiwi) - Apteryx haastii (grote grijze kiwi) - "bruine kiwi's" - - Apteryx rowi (Rowikiwi) - Apteryx mantelli (Noordereilandkiwi) - Apteryx australis (Zuidereilandkiwi) |

## Verspreidingskaart en afbeeldingen

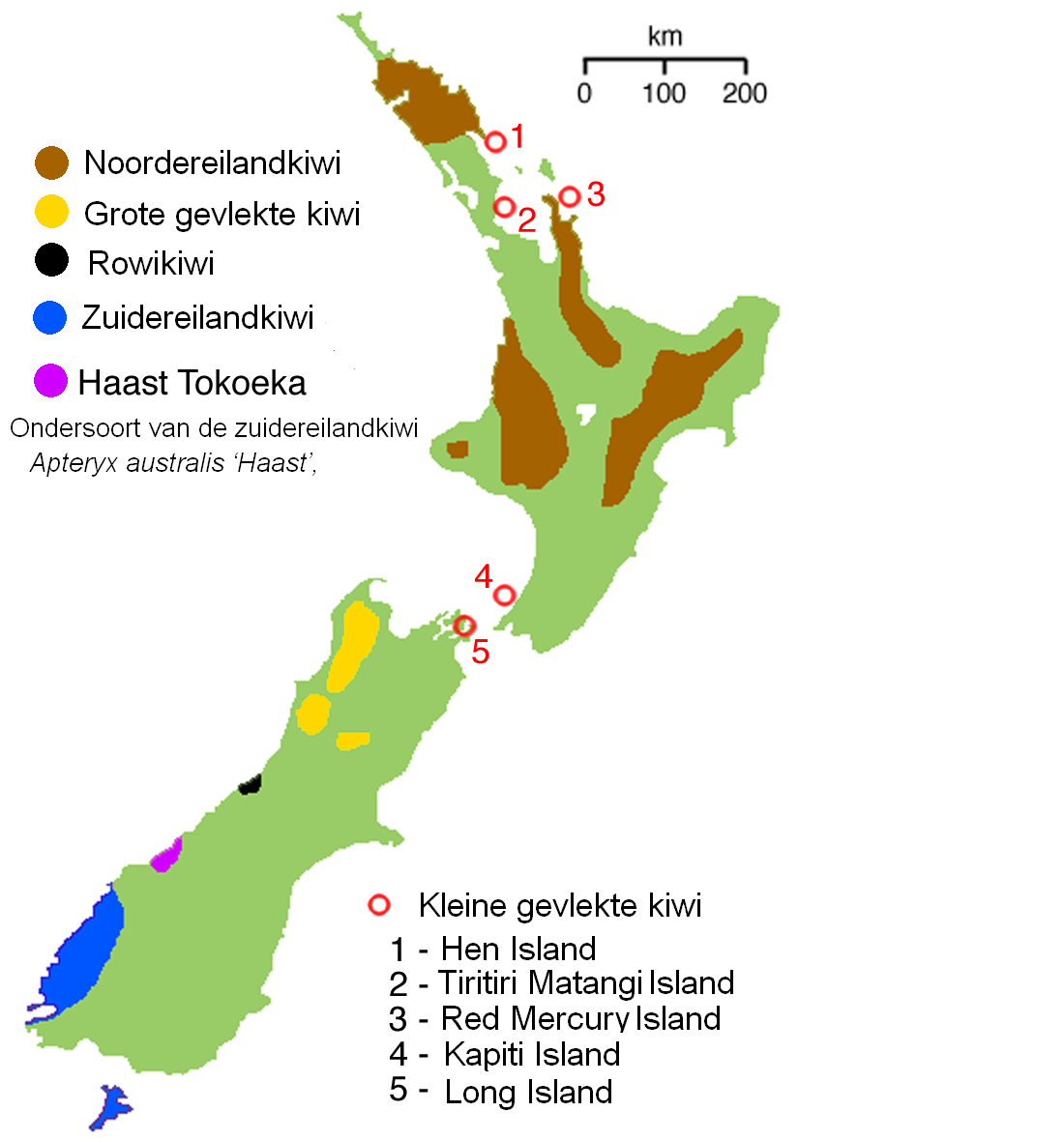
Verspreiding van vijf soorten kiwi's en één ondersoort in Nieuw-Zeeland

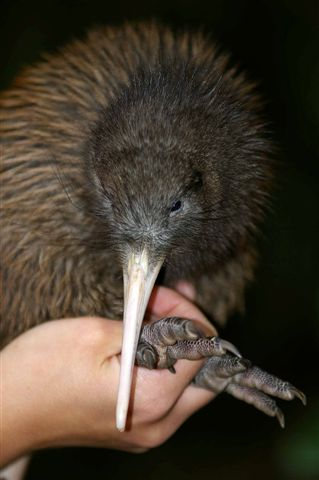
Noordereilandkiwi
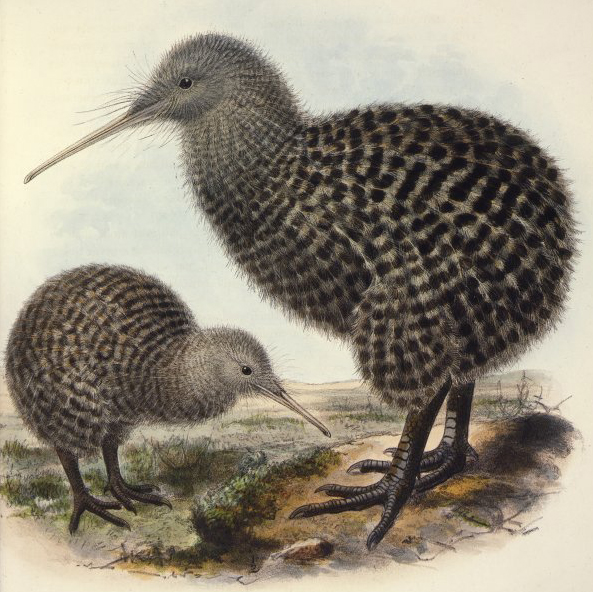
Grote grijze kiwi
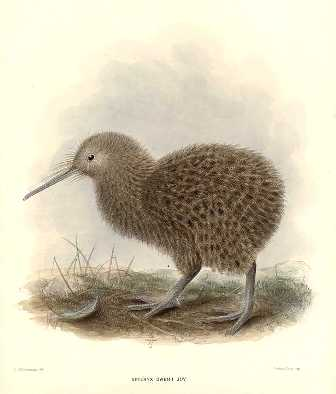
Kleine grijze kiwi
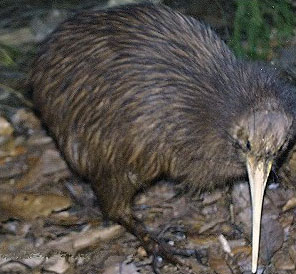
Zuidereilandkiwi

## Natuurbescherming
Alle soorten kiwi's staan op een rode lijst. De Noordereilandkiwi is een bedreigde vogelsoort, de Zuidereilandkiwi en de grote grijze kiwi zijn kwetsbare diersoorten. De kleine grijze kiwi, die alleen (nog) op kleine eilanden voorkomt, is er relatief het best aan toe, dat is een gevoelige soort. De in 2003 ontdekte Rowikiwi heeft voor de IUCN nog geen rodelijststatus, maar wordt door het Nieuw-Zeelandse overheid als ernstig bedreigd beschouwd.
In Nieuw-Zeeland wordt door regering (het Department of Conservation) en andere organisaties veel gedaan om de kiwisoorten te beschermen. Het voornaamste probleem is niet de aanwezigheid van de mens, maar die van in de koloniale tijd ingevoerde roofdieren zoals katten en hermelijnen en het varken. Er wordt geschat dat 95 % van de kiwi's het eerste levensjaar niet overleeft. De bescherming wordt op meerdere manieren aangepakt. Kiwi's worden bijvoorbeeld verplaatst naar plaatsen waar weinig roofdieren zijn of er wordt juist getracht het aantal roofdieren te beperken. Ook worden wel kiwi-eieren uit het nest gehaald, zodat de jonge kiwi het in het wild moeilijke eerste jaar in gevangenschap kan doorbrengen en later weer uitgezet kan worden.

## Symboliek
- In Nieuw-Zeeland is er een gezegde: Show them that kiwis can fly! als iemand een moeilijke taak moet doen.

Accipitriformes (roofvogels en gieren, exclusief valken) · Aegotheliformes (dwergnachtzwaluwen) · Anseriformes (eendachtigen) · Apodiformes (gierzwaluwen en kolibries) · Apterygiformes (kiwi's) · Bucerotiformes (neushoornvogels) · Caprimulgiformes (nachtzwaluwen) · Cariamiformes (seriema's) · Casuariiformes (kasuarissen en emoe) · Charadriiformes (steltloperachtigen) · Ciconiiformes (ooievaarachtigen) · Coliiformes (muisvogels) · Columbiformes (duiven) · Coraciiformes (scharrelaars) · Cuculiformes (koekoekachtigen) · Eurypygiformes (kagoe en zonneral) · Falconiformes (valken en caracara’s) · Galliformes (hoenderachtigen) · Gaviiformes (duikers) · Gruiformes (kraanvogelachtigen) · Leptosomiformes (koerol) · Mesitornithiformes (steltrallen) · Musophagiformes (toerako's) · Nyctibiiformes (reuzennachtzwaluwen) · Opisthocomiformes (hoatzin) · Otidiformes (trappen) · Passeriformes (zangvogels) · Pelecaniformes (pelikanen, reigerachtigen, ibissen en lepelaars) · Phaethontiformes (keerkringvogels) · Phoenicopteriformes (flamingo's) · Piciformes (spechtachtigen) · Podargiformes (kikkerbekken) · Podicipediformes (futen) · Procellariiformes (buissnaveligen) · Psittaciformes (papegaaiachtigen) · Pterocliformes (zandhoenders) · Rheiformes (nandoes) · Sphenisciformes (pinguïns) · Steatornithiformes (vetvogel) · Strigiformes (uilen) · Struthioniformes (loopvogels o.a. struisvogel) · Suliformes (slangenhalsvogels, fregatvogels, aalscholvers en janvangenten) · Tinamiformes (stuithoenders) · Trogoniformes (trogons)

 Portaal Vogels · Indeling van de vogels